# 베를리너 앙상블

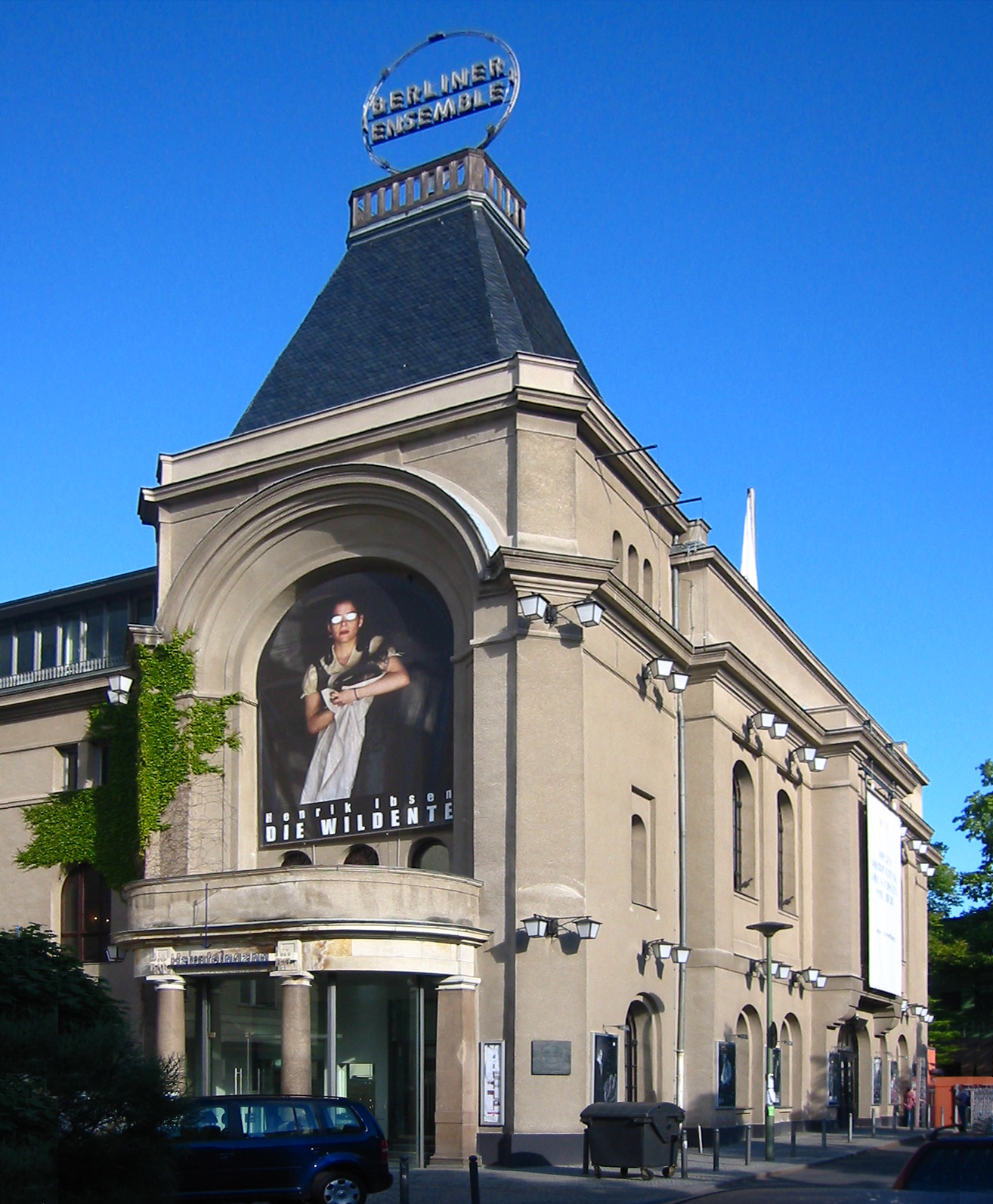
베를리너 앙상블

베를리너 앙상블(독일어: Berliner Ensemble)은 독일의 수도인 베를린에 위치한 가장 유명한 극장 중 하나이다. 베를리너 앙상블은 설립자인 베르톨트 브레히트(Bertolt Brecht)의 작품들의 공연을 통해 유명해졌고, 독일어권 연극을 위한 중요한 극장 중 하나이다. 1954년부터 미테(Mitte 구)의 한 구역인 프리드리히 빌헬름 슈타트(Friedrich-Wilhelm-Stadt)에 있는 쉬프바우어담 극장(Das Theater am Schiffbauerdamm)은 베를리너 앙상블의 공연 장소이다.

## 역사
베를리너 앙상블은 브레히트 자신과 아내인 헬레네 바이겔(Helene Weigel)이 독일에서 전후 새로운 활동을 위해 설립(1949년 11월)하였으며, 이의 설립은 구 소련의 점령 지대, 즉 훗날 동독에서의 공산주의 정치인들이 동베를린에서 일류 문화 활동 분야의 구축을 보기 위해 했던 노력과 관련이 있다. 브레히트는 미국에서의 아픈 경험들(1947년 10월 30일, 비미 활동 위원회 앞에서의 심문)과 스위스에서의 엄격한 개인 감시를 겪은 이후에 동베를린에서 매우 환영받았다. 그러나 새로 발견된 서신들과 유고들에 따르면 앙상블의 설립은 지금까지 받아들여졌던 것보다 더 많은 어려움들이 있었다. 도이체스 테아터(Deutsches Theater)는 1949년부터 1954년까지의 베를리너 앙상블의 "객연"에 대해 까다롭게 굴면서 받아주었고, 당시의 도이체스 테아터의 극장장인 볼프강 랑호프(Wolfgang Langhoff)는 금방 퇴실을 촉구했다. 앙상블은 대체로 1949년에 《억척어멈과 그 자식들》(Mutter Courage und ihre Kinder)의 연극 초연에 참여했던 배우들과 함께 일했던 사람들로 구성되었다. 1954년 3월 19일부터 앙상블은 자신의 건물인 쉬프바우어담 극장에서 공연했다.
1953년에 나온 브레히트의 아이디어에 따라 1959년에 다양한 "작업반"들이 만들어졌는데, 이 작업반들은 베를리너 앙상블에서의 연극작업을 예술적이고 사회적으로 이끌어가야 했는데, 특히 "연극 이론을 위한 작업반", "스튜디오 작업반" 그리고 "청중과 함께하는 작업을 위한 작업반"이 그 주된 작업반들이었다. 앙상블의 작업에는 실제로 브레히트가 큰 영향을 끼쳤는데, 그는 연출가이자 작가로서 극장을 그 자신의 극장으로 만들었다. 피카소의 평화의 비둘기는 베를리너 앙상블의 상징이었다. 그것은 장막 위에 그려져 있었다. 브레히트의 탁월한 명성 덕분에 앙상블은 국내와 해외에서 종종 객연 요청을 받았고, 그래서 프랑스, 영국, 오스트리아, 스웨덴, 이탈리아에도 갔었다. 런던으로의 객연여행을 준비하던 중에 브레히트는 사망했다. 서사극과 공동작업에 대한 그의 견해는 그의 아내인 헬레네 바이겔에 의해 계승되었는데, 그녀는 설립에서부터 1971년 사망할 때까지 베를리너 앙상블의 극장장이었다.
만프레트 베크베르트(Manfred Wekwerth), 페터 팔리치(Peter Palitzsch), 이조트 킬리안(Isot Kilian) 그리고 요아힘 텐셔트(Joachim Tenschert) 와 같은 조연출들은 브레히트의 가르침을 받았었는데, 브레히트의 사후에는 공동으로 배우들과 함께 그 일을 이어나갔다. 《억척어멈과 그 자식들》의 음악을 작곡한 작곡가 파울 데사우(Paul Dessau)를 남편으로 둔 루트 베르크하우스(Ruth Bergaus)가 극장장으로서 헬레네 바이겔의 뒤를 이었다. 실험적인 극도 무대에 올리기 위한 그녀의 시도는 앙상블과 공중에게 저항을 불러 일으켰는데, 이 때문에 마침내 그녀는 사퇴했다.
루트 베르크하우스는 1977년에 만프레트 베크베르트에 의해 교체되었는데, 그는 그 극장을 1991년까지 운영했다. 이 다음해부터는 조직적인 부분에서 덜 성공적으로 진행되었다. 이견의 여지가 있는 "공동체 극장주"에 의해서 관리되었는데 1992년부터 1993년까지는 마티아스 랑호프(Matthias Langhoff), 프리츠 마르쿠바트(Fritz Marquardt), 페터 팔리취(Peter Palitzsch), 페터 차데크(Peter Zadek), 하이너 뮐러(Heiner Müller)에 의해 관리되었고, 1993년부터 1994년까지는 마르쿠바트, 팔리치, 차데크, 뮐러, 1994년부터 1995년까지는 마르쿠바트, 팔리취, 뮐러, 1995년에는 뮐러, 1996년에는 마틴 부트케(Martin Wuttke), 그리고 1997년부터 1999년까지는 슈테판 주슈케(Stephan Suschke)가 뒤를 이었다.
2000년 1월 8일에 미국 연방수사국(FBI)의 브레히트 감시에 관한 작품인 《브레히트 문건》(Die Brecht-Akte)을 상연하며 극장장인 클라우스 페이만(Claus Peymann)의 감독하에서 개축 작업을 마치고 새롭게 문을 열었는데, 거기에서 그는 2017년까지 극장장이자 주 운영주였다. 2017년과 2018년도 공연 기간 이후부터 올리버 리세(Oliver Reese)가 베를리너 앙상블의 새로운 극장장이며, 그는 선도그룹과 함께 이 극장을 운영하는데, 그 중에서도 특히 미하엘 탈하이머(Michael Thalheimer)가 주 감독에 속한다. 올리버 리세의 첫 상영 기간 개시로 안투 호메루 누느스(Antú Romero Nunes)가 알베르 카뮈의 《칼리굴라》(Caligula)를 연출했다. 초연은 2017년 9월 21일이었다.
베를리너 앙상블이라는 배경으로 유명하고도 창조적인 많은 예술가들이 작업을 했었다. 사진사인 루트 베를라우(Ruth Berlau)는 무대장면의 사진을 찍었는데, 그 사진이 견본책들로서 출판되었다. 무대 장치가였던 카를 폰 압펜(Karl von Appen)은 오랜 기간 까다로운 무대장치와 연극 포스터라는 말과 동의어였다. 존 하트필드(John Heartfield), 빌란트 헤르츠펠데(Wieland Herzfelde), 카를하인츠 드레셔(Karl-Heinz Drescher)도 또한 무대와 연극 포스터로 유명했었다.
베를리너 앙상블이라는 단어의 사용은 한 관용적인 표현법을 만들어냈다. 지난 수십 년 동안 그 이름은 배우들과 협력자들의 공동체로서의 연극극단을 의미했지만, 베를리너 앙상블은 사실 항상 그 극장 건물과 동일시된다. 베를리너 앙상블이 활동하는 극장은 쉬프바우어담 극장이다. 그 건물은 일제 홀차펠 재단(Ilse-Holzapfel-Stiftung)의 소유물인데, 이 재단은 롤프 호크후트(Rolf Hochhuth)에 의해 설립되었다. 이 재단은 그 건물을 베를린 주에게 임대해준다. 연극 극단은 오늘날 유한책임회사의 법적 형태인 자본회사로서 운영되며, 주 운영주는 올리버 리세이다. 그는 토지의 전차인과 마찬가지로 부동산에 대한 이용권을 갖는다.